# X-Men 2: Clone Wars
X-Men 2: Clone Wars es el título de un videojuego lanzado en 1995 por Sega of America para Mega Drive. El juego es la continuación del videojuego de 1993, y está basado en la exitosa serie de televisión animada de Marvel Comics.
La versión Europea del juego reutiliza el mismo tipo de portada de X-Men 2, este es un legado del maestro juego para Game Gear de 1994, Aunque son juegos diferentes y sin relación alguna. El juego recibió una calificación de KA (niños a adultos) por la Entertainment Software Rating Board.

## Historia
En el espacio exterior, una raza extraterrestre tecnorgánica conocida como Phalanx ha regresado y están tratando de tomar el control de la tierra para conquistar a todos sus habitantes. También han capturado y clonado a varios mutantes para la experimentación. Sólo un grupo selecto de los X-Men (Bestia, Cyclops,
Gambito, Nightcrawler, Psylocke y Wolverine) han evitado su captura y temporalmente estarán unidos con su más antiguo amigo de la tierra, Magneto, juntos deben derrotar a Phalanx, antes de que toda la humanidad este bajo su control. En su camino, viajarán a través de lugares familiares, incluyendo la Tierra Salvaje y Avalon, para enfrentar a poderosos adversarios como los Centinelas, Exodus, Tusk, Apocalypse, Deathbird y más.

## Juego
El juego comienza con una fría apertura; el primer nivel comienza tan pronto como se enciende el juego con un personaje aleatorio (dependiendo de la dirección a la que vayas, el jugador controlara mejor al personaje). Después de completar el primer nivel, el jugador podrá cambiar los personajes que este desee. La pantalla de título y créditos estarán disponibles sólo si se completa el primer nivel, como si se tratara de un teaser. La formación de los personajes del juego incluye a Bestia, Psylocke, Gambito, Cyclops, Wolverine y Nightcrawler. Tras derrotar a Magneto en el tercer nivel, Magneto se convierte en un personaje jugable, por primera vez en cualquier serie de videojuegos de X-Men.
Cada personaje tiene un "ataque especial de mutante" que puede utilizarse en la lucha. A diferencia del juego anterior, no hay ninguna barra de energía que limita la cantidad de ataques de poder mutante, que un jugador puede usar. Algunos de los ataques mutantes pueden cargarse a un mayor efecto si se mantiene pulsado el botón de encendido. Los ataques se incrementan en el poder cuando el personaje tiene nueve o diez barras de salud y puede realizar diferentes funciones si el personaje está en el aire.

## Personajes
- Bestia - Es algo lento y tiene un pobre ataque especial, pero sus limitadas habilidades son compensadas con sus habilidades acrobáticas (incluyendo el poder pegarse a las paredes y un poderoso ataque de buceo) su ataque es normal aunque es aproximadamente dos veces más fuerte como el de otros personajes.

- Cíclope - Cíclope puede cargar su Optic Blast para ser más fuerte y puede dañar a varios enemigos a la vez. Además, puede usar una pequeña gama de trucos de artes marciales (como el combo de puñetazos y patadas de vuelo) en cuerpo a cuerpo.

- Gambito - Su poder mutante de es un rápido ataque que varia, ya que entre más se cargue más daño pueda de hacer puede disparar varias cartas a la vez. Sus opciones de ataque cuerpo a cuerpo son similares a lo de Cíclope, pero tienen alcance superior (su ataque de barrido de piso también parece hacer daño excepcional en determinadas situaciones).

- Nightcrawler - El poder mutante de Nightcrawler, es una teletransportación explosiva que puede hacerse más destructiva, y sus acrobacias y habilidades son de mucha ayuda, incluyendo una especie de rastreo de pared, puede realizar un salto doble y ataques de buceo, es de los mejores en el juego.

- Psylocke - Cuchillo psíquico que sólo funciona contra enemigos orgánicos y brevemente se vuelve vulnerable, pero está armada con una espada que puede usar contra todos los enemigos. Ella también se adhiere a las paredes, puede realizar un doble salto.Su poder mutante es un puño cargado de gran energía que elimina a ciertos enemigos, y su ataque físico es dar sablazos con su katana. No puede volar, pero puede engancharse de las paredes.

- Wolverine - Su poder mutante es un desplazamiento posicional con sus garras que puede derrotar a varios enemigos a la vez, pero su verdadero poder mutante es su capacidad de regeneración única: cuándo está muy dañado puede regenerarse y subir su nivel de salud. Después de una certificadora cantidad de tiempo él sana y se recupera su barra de salud hasta que tiene un total de tres barras de salud. Después de un período mucho más largo, él puede sanar sus tres barras de salud hasta tener una cuarta barra. Él también puede escalar las paredes utilizando sus garras como pitones.

- Magneto (desbloqueable tras el pasar el tercer nivel) - Magneto es el único personaje que no tiene ataques de cuerpo a cuerpo - su ataque "básico" consiste en una lluvia ilimitada (algo débil) explosiones de energía y su ataque de poder mutante es una explosión con un orbe electromagnético que puede ser algo lento y a la vez frustrarte, pero puede moverse y ejecutar ataque inmóvil en el aire, en cualquier tiempo durante cualquier nivel.

## Banda sonora
La música del juego fue compuesta por Kurt Harland, de la banda electrónica Information Society. La banda sonora fue hecha en 1996. Algunos niveles destacaban de elementos de la banda sonora, y eran diferentes según el personaje seleccionado, aunque la estructura básica del tema musical de nivel sigue siendo la misma.

## Recepción
A diferencia de X-Men, X-Men 2: Clone Wars recibo aclamaciones a nivel universal. Muchos elogiaron el juego por su animación mejorada, su música, efectos especiales, ilustraciones, las batallas de jefes eran difíciles, y tenía enormes niveles.[cita requerida] A pesar de ser aclamado, fue criticado por sus controles frustrantes.[cita requerida]
En 2010, Complex.com lo clasificó como el mejor juego de Mega Drive.